# Hermanstad
Hermanstad (finska: Hermanni) är en stadsdel i Helsingfors och en del av Vallgårds distrikt. Hermanstad ligger mellan Tavastvägen och Gammelstadsfjärden. 
Västra delen av Hermanstad är ett bostadsområde, medan det finns en del industrier och hamnfunktioner relaterade till hamnen i Sumparn i den östra delen av stadsdelen. Helsingfors fängelse finns i Hermanstad. En annan vikitg inrättning i Hermanstad är Helsingfors partitorg, där flera partihandlare har placerat sin verksamhet. 
Det var när Helsingfors på allvar började växa i slutet av 1800-talet som det norr om stadskärnan uppstod flera arbetarstadsdelar, bland andra Hermanstad, Majstad och Gumtäkt. Dess stadsdelar förenades med huvudstaden 1906.
Befolkningsprognosen för 2010- och 2020-talet är att stadsdelen växer, precis som hela Helsingforsregionen.